# 康科迪亞鎮區 (愛荷華州德梅因縣)
本頓鎮區（英語：Benton Township）是位於美國愛荷華州德梅因縣的一個行政鎮區。

## 地方資料
根據2010年美國人口普查的數據，本頓鎮區的面積為23.64平方千米，當中陸地面積為19.67平方千米，而水域面積為3.97平方千米。當地共有人口714人，而人口密度為每平方千米30.2人。